# Zombies 2 – Das Musical
Zombies 2 – Das Musical, kurz  Zombies 2, ist ein US-amerikanischer Musical-Fernsehfilm der Walt Disney Company aus dem Jahr 2020. Regie führte wie beim ersten Teil Paul Hoen, das Drehbuch stammt erneut von David Light und Joseph Raso. Der Film wurde am 14. Februar 2020 in den USA auf dem Disney Channel ausgestrahlt. Die deutsche Erstausstrahlung des Disney Channel Original Movie fand am 30. Oktober 2020 statt.

## Handlung
Vor der Gründung von Seabrook kämpften Siedler gegen eine Gruppe Werwölfe, um die Kontrolle über einen Mondstein zu gelangen. Nach dem Sieg über die Werwölfe lebte Seabrook bis zur Zombie-Katastrophe in Frieden.
Nach einem bahnbrechenden Semester versuchen Zed und Addison weiterhin ihre Städte und Schulen zu einer Gemeinschaft zusammenzuschließen. Jedoch taucht unerwartet eine Gruppe von Werwölfen, u. a. Willa, Wyatt und Wynter auf, die den neu gewonnenen Frieden der Gemeinschaften durchmischen und einen Keil zwischen Addison und Zed treiben. Sie sind nach Seabrook gekommen, da ihre machtverleihenden Mondsteinhalsketten ihre Kräfte verlieren. Die Prophezeiung der Werwölfe besagt, dass ein Mädchen mit weißem Haar, das als Great Alpha bekannt ist, sie zu diesem Mondstein führen wird. Sie glauben, dass Addison diese Person ist.
Bucky stellt sich als Schulsprecher auf und dadurch hat Addison die Chance die Cheerleader-Kapitänin zu werden. Zed, der nicht auf den Prom darf, weil er ein Zombie ist, möchte ebenfalls als Schulsprecher kandidieren, da er so beim Ball mitmachen darf. Dies stellt die Beziehung zwischen Addison und Zed erneut vor eine Herausforderung, da nur einer von beiden seinen größten Wunsch erfüllen kann. Eliza kämpft dafür, dass das alte Kraftwerk, welches für die Zombie-Katastrophe verantwortlich ist, erhalten bleibt und nicht gesprengt wird.
Addison wird von Wyatt davon überzeugt, dass sie die Person aus der Prophezeiung ist und erhält eine Kette. Außerdem kommen sie dahinter, dass unter dem Kraftwerk der Mondstein liegt. Addison zeigt Zed die Halskette, aber Zed ist eifersüchtig und nimmt sie heimlich. Zed gewinnt seine Präsidentschaftsdebatte gegen Bucky, aber als die Z-Band aufgrund des Mondsteins kurzgeschlossen wird, wird Zed zu einem vollständigen Zombie und verliert die Wahl.
Die Werwölfe begeben sich zum Kraftwerk und stellen sich der Abbruchmannschaft entgegen. Die Werwölfe werden an der Abrissstelle festgenommen, aber Addison, alarmiert durch eine Sirene in der Schule, kommt mit den Cheerleadern und Zombies an, die die Erwachsenen dazu bringen, den Abriss zu stoppen. Nachdem der Abriss verschoben wurde, enthüllt Zed Addison, dass er ihr die Halskette gestohlen hat. Wütend legt sie die Halskette an, findet aber heraus, dass sie kein Werwolf ist. Das Gerät, das den Abriss steuert, hat einen Kurzschluss und das Kraftwerk explodiert widerwillig.
Die Ballnacht bricht an und Zed sowie der Rest der Nichtmenschen tauchen verbotenerweise auf. Zed und Addison versöhnen sich wieder, aber der Boden beginnt zu zittern und bricht mit einem blauen Leuchten in sich zusammen. Die Werwölfe erkennen, dass der Mondstein nicht zerstört wurde und betreten das Loch, um ihn zu finden. Die Menschen und Zombies folgen ihnen, um zu helfen. Sie finden den Mondstein, aber ein riesiger Felsbrocken versperrt ihnen den Weg. Zed entfernt sein Z-Band und nutzt seine Zombie-Stärke, um den Felsbrocken anzuheben und den anderen zu erlauben, den Mondstein sicher herauszubringen. Sie kehren auf den Ball zurück und Zed und Addison küssen sich das erste Mal.
In der letzten Szene fällt ein leuchtend blauer Meteor vom Himmel, der Addison weckt und ihr Haar zum Leuchten bringt.

## Synchronisation
Die deutschsprachige Synchronisation entstand unter der Dialogregie von Bernhard Völger durch die Synchronfirma SDI Media Germany in Berlin.
| Rolle          | Darsteller           | Synchronsprecher     |
| -------------- | -------------------- | -------------------- |
| Zed            | Milo Manheim         | Nicolás Artajo       |
| Addison        | Meg Donnelly         | Victoria Frenz       |
| Bucky          | Trevor Tordjman      | Sebastian Fitzner    |
| Eliza          | Kylee Russell        | Maximiliane Häcke    |
| Bree           | Carla Jeffery        | Gabrielle Pietermann |
| Brad           | Darian Mark          | Daniel Kröhnert      |
| Bonzo          | James Godfrey        | Maximilian Artajo    |
| Wyatt          | Pearce Joza          | Tobias Diakow        |
| Direktorin Lee | Naomi Snieckus       | Silvia Mißbach       |
| Jacey          | Noah Zulfikar        | Michael Ernst        |
| Missy          | Marie Ward           | Nina Herting         |
| Stacey         | Jasmine Renée Thomas | Sarah Alles          |
| Zevon          | Tony Nappo           | Hans Bayer           |

## Produktion
Am 11. Februar 2019 wurde angekündigt, dass es eine Fortsetzung zum ersten Teil geben wird, mit denselben Hauptdarstellern, Drehbuchautoren und Produzenten. Am 21. Mai 2019 wurde bekanntgegeben, dass Pearce Joza, Chandler Kinney und Ariel Martin für den Film gecastet wurden. Die Dreharbeiten begannen am 27. Mai 2019 und endeten am 15. Juli 2019. Im Dezember 2019 wurde bekanntgegeben, dass der Film am 14. Februar auf dem US-amerikanischen Disney Channel seine Premiere haben wird. Der offizielle Trailer erschien am 10. Januar 2020 auf der YouTube-Seite des Disney Channels.

## Veröffentlichung
Die Premiere am 14. Februar 2020 wurde von 2,46 Millionen Menschen verfolgt. Dies war die höchste Zuschauerzahl die der Disney Channel seit der Premiere von Descendants 3 – Die Nachkommen am 2. August 2019 erreichte.
Am 7. August 2020, gab der deutsche Disney Channel bekannt, dass eine deutsche Erstausstrahlung für Herbst 2020 geplant ist. Die deutsche Erstausstrahlung fand am 30. Oktober 2020 auf dem Disney Channel statt.

## Fortsetzung
Im März 2021 wurde bekanntgegeben, dass es einen dritten und finalen Film geben wird. Die Dreharbeiten fingen am 31. Mai 2021 in Toronto an. Zombies 3 – Das Musical soll am 15. Juli 2022 auf Disney+ erscheinen.

## Soundtrack
Der Soundtrack zu Zombies 2 erschien in den Vereinigten Staaten am 14. Februar 2020 in den USA. Folgende Songs beinhaltet der Soundtrack:
1. We Got This – Cast of Zombies
2. We Own the Night –  Baby Ariel, Chandler Kinney und Pearce Joza
3. Like the Zombies Do – Milo Manheim, Kylee Russell, Pearce Joza & Chandler Kinney
4. Gotta Find Where I Belong – Milo Manheim & Meg Donnelly
5. Call to the Wild – Meg Donnelly, Pearce Joza & Chandler Kinney
6. I’m Winning – Trevor Tordjman & Milo Manheim
7. Flesh & Bone – Cast of Zombies
8. Someday (Reprise) – Milo Manheim & Meg Donnelly
9. One for All – Cast of Zombies
10. The New Kid in Town – Ariel Martin